# 中美国联盟
美國中部聯盟（英語：Mid-American Conference，MAC），是美国五大湖地区的一个大学体育竞技联盟，属于NCAA第一级别，而在美式橄榄球运动中则属于美式足球碗赛分区。联盟于1946年成立。联盟有另一外号为"四分卫联盟"，由于联盟曾产生多名NFL知名的四分卫。另外联盟在美式足球碗赛分区的所有联盟中拥有最高毕业率。

## 成员

### 现有成员
- 艾克朗大學（拉鏈）
- 鲍尔州立大学（红雀）
- 鮑林格林州立大學（隼）
- 紐約州立大學水牛城分校 （公牛）
- 中密歇根大学（契皮瓦）
- 东密歇根大学（鵰）
- 肯特州立大學（金閃）
- 邁阿密大學（紅鷹）
- 北伊利诺伊大学（哈士奇）
- 俄亥俄大学（短尾貓）
- 托雷多大學（火箭）
- 西密歇根大學（野馬）

### 联系成员
- 阿巴拉契亞州立大學（登山者）（仅曲棍球联系，院校则主要参与太阳带联盟）
- 宾汉顿大学（熊狸）（仅男子網球联系，院校则主要参与美国东联盟）
- 伊凡斯維爾大學（紫王牌）（仅男子游泳联系，院校则主要参与密苏里谷联盟）
- 朗伍德大學（槍騎兵）（仅曲棍球联系，院校则主要参与大南联盟）
- 密苏里大学（虎）（仅摔跤联系，院校则主要参与东南联盟）
- 密蘇里州立大學（熊）（曲棍球及男子游泳联系，院校则主要参与密苏里谷联盟）
- 老道明大學（男女君）（仅摔跤联系，院校则主要参与合众国联盟）
- 南伊利诺伊大学卡本代尔分校（萨路基）（仅男子游泳联系，院校则主要参与密苏里谷联盟）
- 南伊利诺伊大学爱德华兹维尔分校（美洲狮）（仅男子足球联系，院校则主要参与俄亥俄谷联盟）
- 西弗吉尼亞大學（登山者）（仅男子足球联系，院校则主要参与12大联盟）

## 运动
联盟分别资助NCAA认可的十一项男子及十二项女子运动。十间院校为联系会员。

## 美式橄榄球
在美式橄榄球运动中，联盟中参与成员会分为两组作赛。
| 東組         | 西組             |
| ------------ | ---------------- |
| 艾克朗拉鏈   | 鲍尔州立红雀     |
| 鮑林格林隼   | 中密歇根契皮瓦   |
| 水牛城公牛   | 东密歇根鵰       |
| 肯特州立金閃 | 北伊利诺伊哈士奇 |
| 邁阿密紅鷹   | 托雷多火箭       |
| 俄亥俄短尾貓 | 西密歇根野馬     |